# Balthazar de Beaujoyeulx
Balthazar de Beaujoyeulx (Piamonte, c. 1535-París, c. 1587), originalmente Baldassare da Belgioioso, fue un compositor y coreógrafo francés de origen italiano.

## Biografía
Podría ser del pueblo de Belgioioso en Lombardía, cerca de Pavía. Fue enviado a Francia alrededor de 1555, como director de una orquesta de violines, recomendado a Catalina de Médici por Carlos I de Cossé, mariscal de Brissac, quien luego dirigió los ejércitos del rey en Piamonte. Se convirtió en sirviente de la corte de Catalina de Médicis y enseñó música a dos de sus hijos; demostró su talento para organizar entretenimientos muy elaborados para la corte. Se volvió sirviente de la familia real, principalmente a disposición de Enrique II de Francia, que le cambió el nombre y le otorgó la nacionalidad francesa. 
Obtuvo puestos de ayudante de cámara de Enrique II, y luego a partir de 1567 de Catalina de Medici y María Estuardo, finalmente de Carlos IX  y de Enrique III, puestos que le dieron la oportunidad de codearse más de cerca con los integrantes de la corte que siendo un simple músico. También fue maestro del baile y maestro del entretenimiento, lo que le otorgaba la organización de interludios, mascaradas, etc. Participó en la mascarada Défense du paradis en 1572 y montó el Ballet aux ambassadeurs polonais en 1573: una de las primeras óperas en ser reconocida como un verdadero ballet de la corte, puesta en escena para honrar a los embajadores polacos que visitaron París después de que Enrique III asumiera el trono de Polonia.
En 1575 Beaujoyeulx fue simultáneamente ayuda de cámara en la casa de Enrique III, François d'Alençon y Catalina de Medici.
Otros documentos lo citan específicamente como instrumentista o violinista. La economía de Beaujoyeulx mejoró y pudo adquirir el señorío de las Landas y la burguesía de París. Como muchas figuras de la corte de los Valois, también poseía una propiedad en los alrededores de Blois, al borde del bosque real, compuesto por una casa solariega y dependencias con una renta agrícola vinculada a la explotación del viñedo. Su nombre ha quedado adjunto a esta propiedad. Su hijo Carlos tenía el mismo trabajo que él porque estaba inscrito con él en la supervivencia en los registros de la casa de Catalina de Medici y en el de Enrique III; había recibido una pensión para cubrir los gastos de educación. Su hija se casó con el caballero Charles de Pierrevive el 18 de mayo de 1583. Tras su muerte, ocurrida alrededor de 1587, su viuda se volvió a casar con Jehan de Rueil, escudero y señor de Desmaretz.

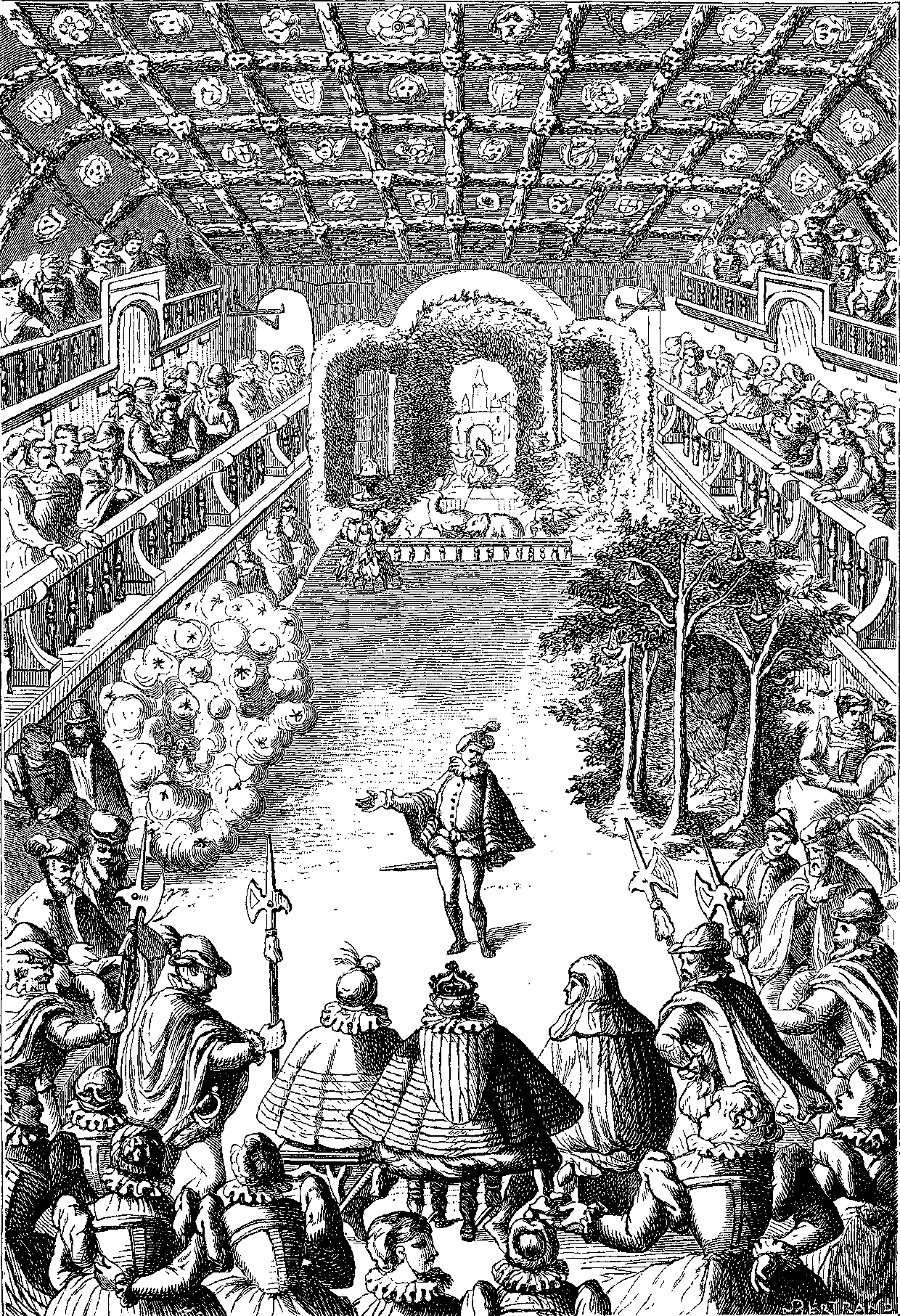
Primera escena del Ballet comique de la Reine

Le debemos el desarrollo de varios ballets, entre ellos:
- Ballet aux ambassadeurs polonais ( 1573 );
- Ballet comique de la Reine (1581), representado con motivo de las celebraciones del matrimonio del duque Anne de Joyeuse con Marguerite de Vaudémont, hermanastra de la reina Luisa de Lorena-Vaudémont . Fruto de la colaboración de varios artistas ilustres (poesía, música, danza y puesta en escena), esta obra sigue siendo uno de los ballets de corte más ricos y mejor documentados de la época. Fue considerado el primer ballet cortesano de Francia, un ballet emulado en otras cortes europeas y uno de los precursores del desarrollo del ballet clásico en el siguiente siglo.

Beaujoyeulx jugó así un papel decisivo en el surgimiento Ballet cortesano, operando una síntesis entre el movimiento estético de La Pléyade y la vivacidad e inventiva italiana de la Compagnia dei Gelosi, una commedia dell'arte italiana formada en Milán alrededor de 1568, muy popular en Italia y que fue invitado a trabajar en París a finales de la década de 1570. Fue uno de los impulsores del danze horizontal o geométrica, en el que los bailarines dibujaban en el suelo figuras geométricas que se apreciaban mejor vistas desde las galerías de la sala y cargadas de significado alegórico.